# 그레이엄 하먼
그레이엄 하먼(영어: Graham Harman, 1968년 5월 9일~)은 미국의 철학자이다. 그는 로스앤젤레스에 있는 서던캘리포니아 건축연구소의 유명한 철학 교수이다. 객체의 형이상학에 대한 그의 작업은 객체지향 존재론의 발전으로 이어졌다. 그는 현대 철학의 사변적 실재론 유행에서 중심인물이다.

## 같이 보기
- 이언 보고스트